# Peter Rosegger
Peter Rosegger (originalmente Roßegger; Alpl, 31 de julio de 1843 - Krieglach, 26 de junio de 1918) fue un escritor, poeta y periodista austríaco originario de Estiria. Fue un representante de la Heimatliteratur, es decir, la "literatura de la tierra natal", que a finales del siglo XIX contraponía los antiguos valores rurales al materialismo del mundo industrial.
De origen humilde, comenzó a dedicarse a la literatura en 1869, con la publicación de Zither und Hackbrett, una antología de poemas en dialecto estirio. Escribió novelas de un realismo intenso y de un humor amable, y en sus últimas obras desarrolló una vena mística. Sus escritos consisten en recopilaciones de poemas, novelas, ensayos y cartas, en los que están presentes los rasgos de su habla nativa, el dialecto de Estiria. Fue nominado en tres ocasiones al Premio Nobel de Literatura.
Escribió bajo los seudónimos de Petri Kettenfeier y Hans Malser. Cambió la ortografía de su nombre de Roßegger a Rosegger cuando comenzó a publicar sus obras, ya que en su región de origen había varios Peter Roßegger, algunos de los cuales no eran parientes suyos y con los que no quería que le confundieran.

## Biografía

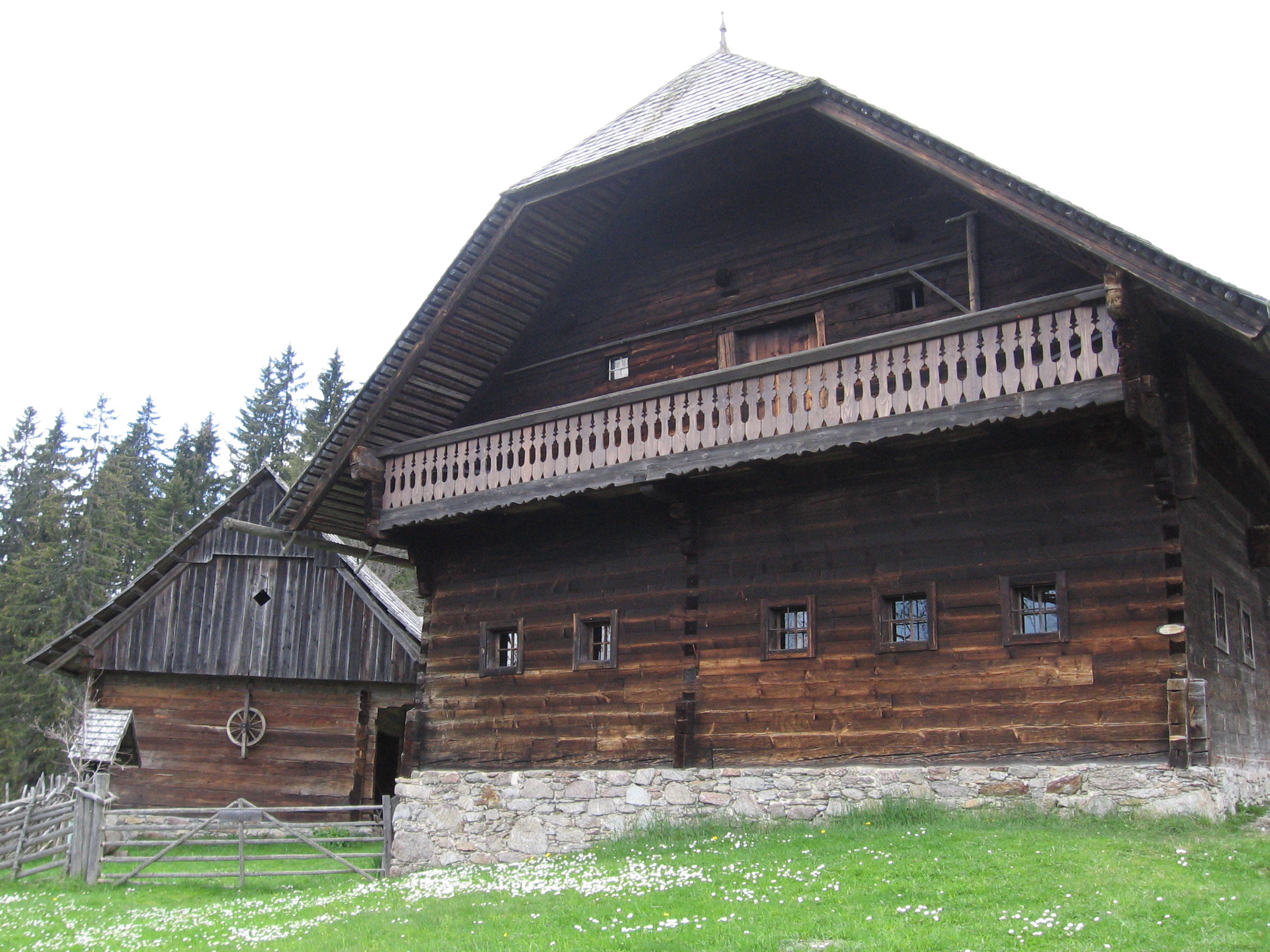
La Kluppeneggerhof, casa natal de Peter Rosegger

Nació en el pequeño pueblo de Alpl (Estiria), en el seno de una familia humilde, y creció en el campo. Era el mayor de los siete hijos del campesino Lorenz Roßegger y su esposa Maria Zeilbauer. Como la escuela más cercana estaba a dos horas de camino y era delicado de salud, apenas recibió educación formal. Incapacitado por su estado de salud para las tareas del campo, a los 17 años empezó a trabajar como sastre ambulante en Sankt Kathrein am Hauenstein, y ello le permitió conocer a muchas personas y reunir varias experiencias acerca de la vida rústica. El compositor Jakob Eduard Schmölzer animó al joven Rosegger a transcribir las canciones populares que escuchaba. Su pasión por la lectura le llevaba a gastar la mayor parte del dinero que ganaba en libros, y poco después empezó a escribir y a enviar una selección de sus poemas, cuentos y notas a periódicos locales.
Adalbert Svoboda, editor del periódico de Graz Grazer Tagespost descubrió su talento y lo animó a matricularse en la Academia de Comercio e Industria de la ciudad. Allí tuvo como mentor a Peter von Reininghaus, un próspero e influyente industrial con quien Rosegger mantuvo una amistad personal durante el resto de su vida. Sin embargo, le costaba mucho estudiar, ya que no estaba acostumbrado a asistir a la escuela con regularidad y poseía escasos conocimientos en muchas materias. Tras graduarse en 1869, a la edad de veintiséis años, recibió una beca que le permitió vivir durante un tiempo en Alemania, Suiza, Italia y los Países Bajos.

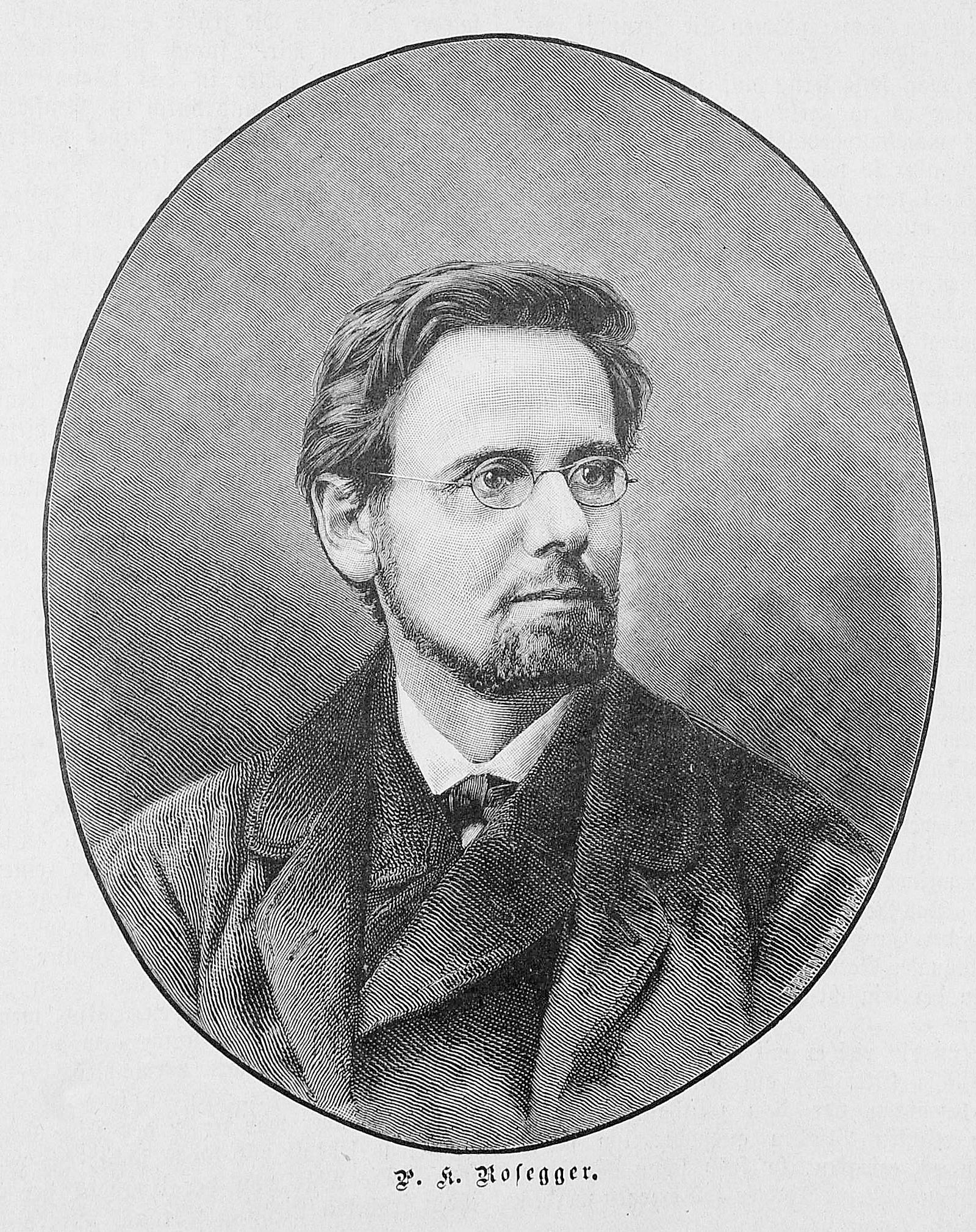
Retrato de Peter Rosegger (1888)

Su primer libro, Geschichten aus der Steiermark ("Historias de Estiria"), fue publicado en 1871 por Gustav Heckenast, que fue uno de sus mayores valedores. El poeta August Silberstein le influyó mucho en su búsqueda de un ideal de la naturaleza y el mundo rural.
En 1873 Rosegger se casó con Anna Pichler, con la que tuvo dos hijos. No obstante, el matrimonio fue breve, pues Anna murió en 1875, poco después de dar a luz a su segunda hija. Este hecho le afectó profundamente, como se desprende de varias cartas de la época que escribió a sus amigos en esa época. En 1877, tras unos años de éxito comercial como escritor, se construyó una casa de veraneo en Krieglach. En 1879 contrajo matrimonio con Anna Knaur, con la que tuvo otros tres hijos.
Tras la muerte de Heckenast, su nuevo editor fue Adolf Hartleben, de Viena. Allí se publicó en 1883 uno de sus libros más conocidos, Der Gottsucher ("El buscador de Dios"). En 1876 comenzó a publicar una revista mensual, Heimgarten, cuyos artículos y relatos estaban destinados sobre todo a la gente del campo, de donde él mismo procedía. En sus textos mostraba una actitud crítica con la sociedad y reclamaba mejoras, especialmente en materia social y educativa.
A principios del siglo XX, Rosegger se había convertido en un poeta reconocido a nivel nacional. En 1903 fue nombrado doctor honoris causa por la Universidad de Heidelberg, a la que siguieron las universidades de Viena (1913) y Graz (1917). Recibió varias distinciones en Austria y en Alemania, y en 1913 fue nominado al Premio Nobel de Literatura.

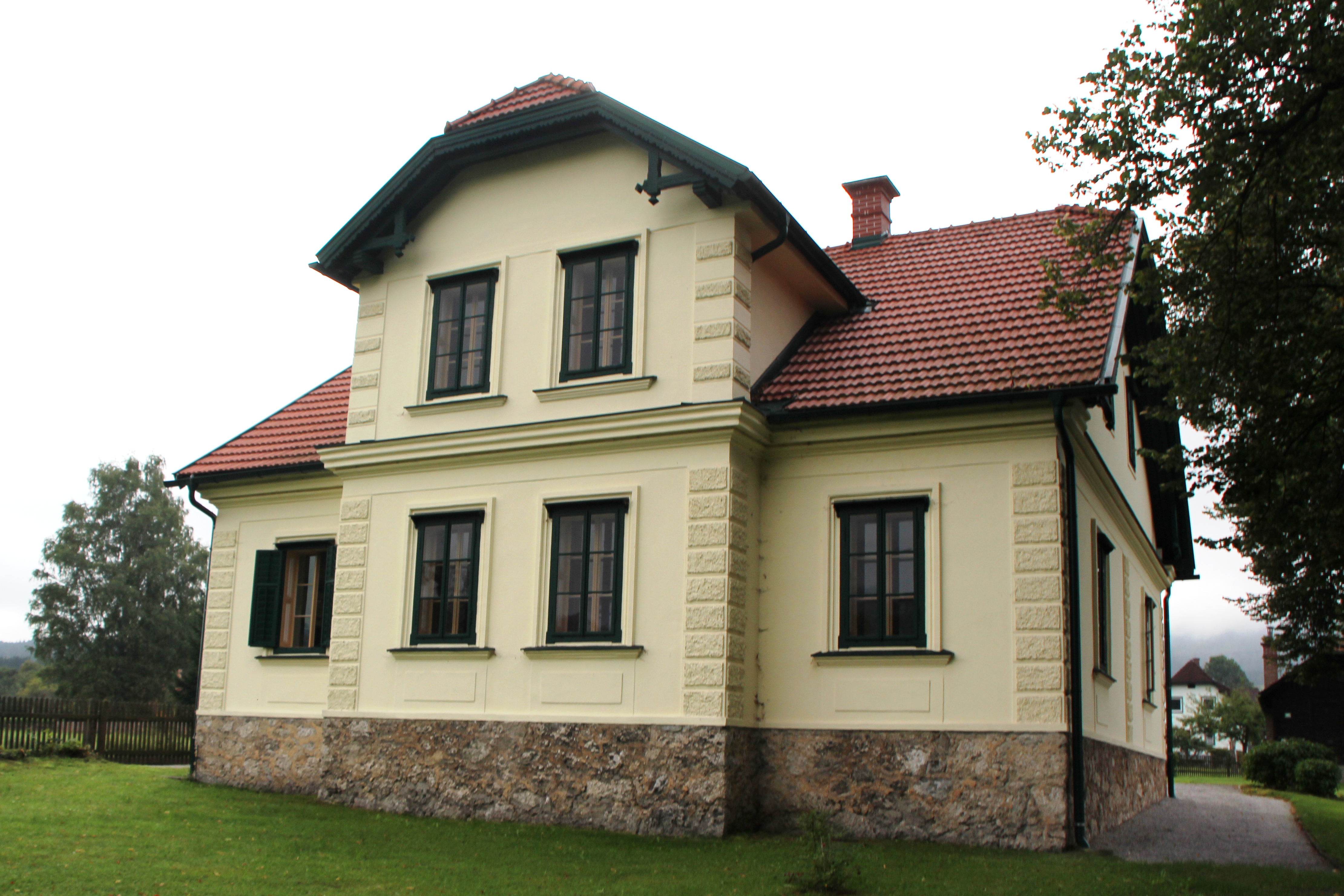
La casa de Krieglach donde vivó y murió Peter Rosegger

Gravemente enfermo, en mayo de 1918 regresó a su casa de Krieglach, donde murió el día el 26 de junio a la edad de 74 años. Su casa natal, la antigua "Escuela del Bosque" (Waldschule) que ayudó a fundar en Alpl en 1902 y su casa de Krieglach, donde vivió hasta su muerte, son actualmente museos. Está enterrado en el cementerio de Krieglach.
En honor a Rosegger se han emitido dos sellos de correos alemanes de 1943 y sellos austriacos de 1968, 1993 y 2018. Desde 1951 se concede en Graz el Premio de Literatura Peter Rosegger.
El asteroide (7583) Rosegger. fue nombrado así en su honor.

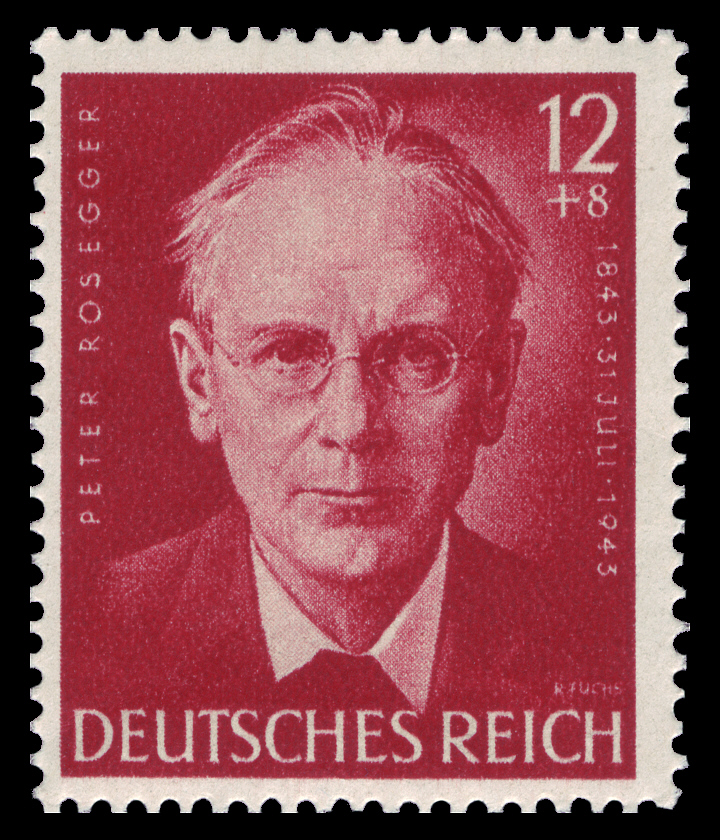
Sello alemán de 1943 dedicado a Peter Rosegger

## Obras

### Poemas
- Zither und Hackbrett (1870)
- Mein Lied (1911)

### Novelas
- Heidepeters Gabriel (1882)
- Der Gottsucher (1883)
- Jakob der letzte (1888)
- Peter Mayer, Der Wirt an der Mahr (1891)
- Das ewige Licht (1897)
- Erdsegen (1900)
- Inri (1905)
- Die Försterbuben (1907)
- Die beiden Hänse (1911)

### Historias
- Geschichten aus Steiermark (1871)
- Geschichten aus den Alpen (1873)
- Streit und Sieg (1876)
- Mann und Weib, Liebesgeschichten (1879)
- Allerhand Leute (1888)
- Der Schelm aus den Alpen (1890)
- Durch! (1897)
- Als ich noch ein Waldbauernbub war (1902)
- Wildlinge (1906)
- Lasset uns von Liebe reden (1909)